# Georg Emil Hansen
Pour les articles homonymes, voir Hansen.
Georg Emil Hansen, né le 12 mai 1833 à Næstved et mort le 21 décembre 1891  à Frederiksberg, est un photographe danois de la seconde moitié du XIXe siècle. Il a eu son propre studio de photographie et est devenu un photographe de la famille royale danoise.

## Biographie
Georg Emil Hansen se forme à la technique du daguerréotype avec son père, qui avait commencé à en produire en 1849. Après avoir étudié la photographie en Allemagne, il aide son père à créer en 1854 un studio près de Kongens Nytorv, notamment grâce à tout le matériel qu'il avait rapporté d'Allemagne. 
Il ouvre en 1856 son propre studio, d'abord dans la Bredgade (en), puis dans l'Østergade. En 1867, avec son frère Niels Christian Hansen et deux autres photographes, il fonde un studio qui prendra le nom de Hansen, Schou & Weller, fournisseur de la famille royale.
Georg Emil Hansen devient ensuite un photographe de cour et prend des photographies des familles royales. Il obtient beaucoup de succès en utilisant le format portrait carte-de-visite pour vendre des photos de la famille royale danoise : on estime qu'il écoula 37 000 exemplaires d'une photographie du mariage d'Alexandra de Danemark et d'Édouard VII du Royaume-Uni.
Hans Christian Andersen, intéressé par la photographie, a eu l'occasion d'être photographié par Georg Emil Hansen plusieurs fois entre 1860 et 1874.

## Photographies de Georg Emil Hansen

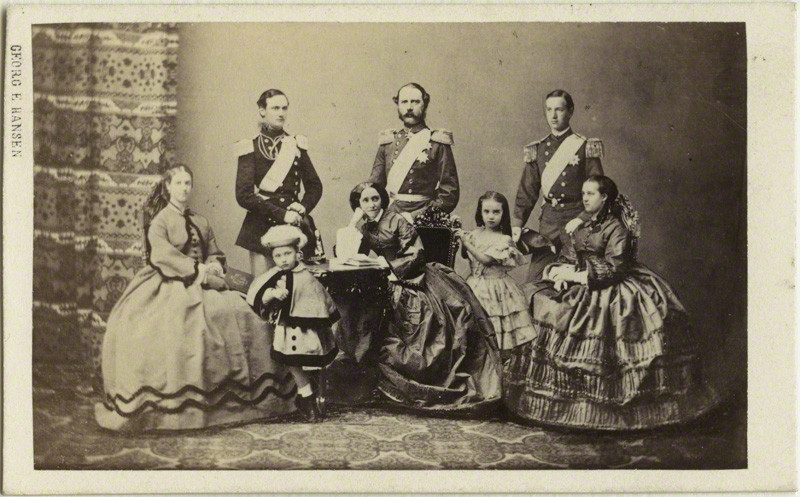
Christian IX et sa famille en 1862.
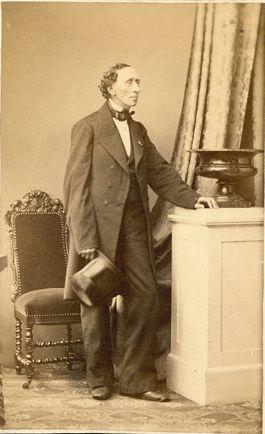
Hans Christian Andersen.
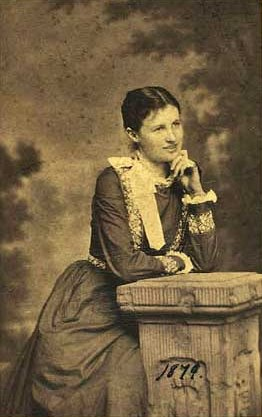
Agnes Slott-Møller.
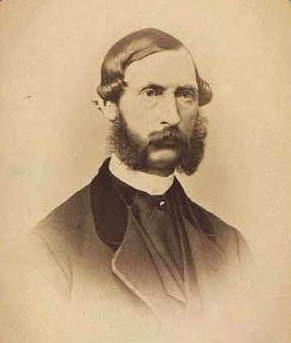
Frédéric de Schleswig-Holstein-Sonderbourg-Glücksbourg.
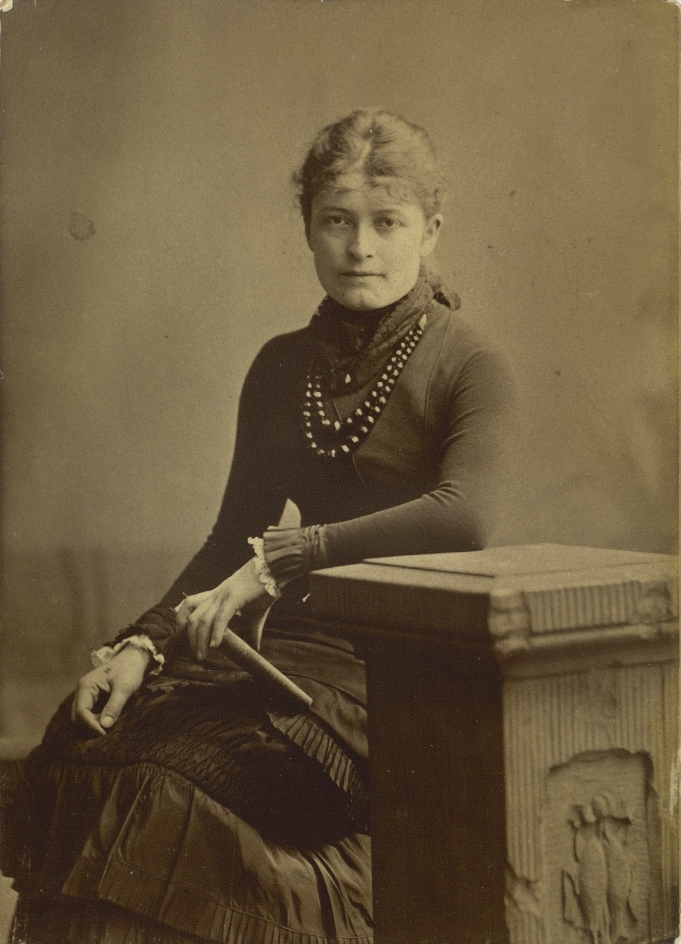
Bertha Wegmann.
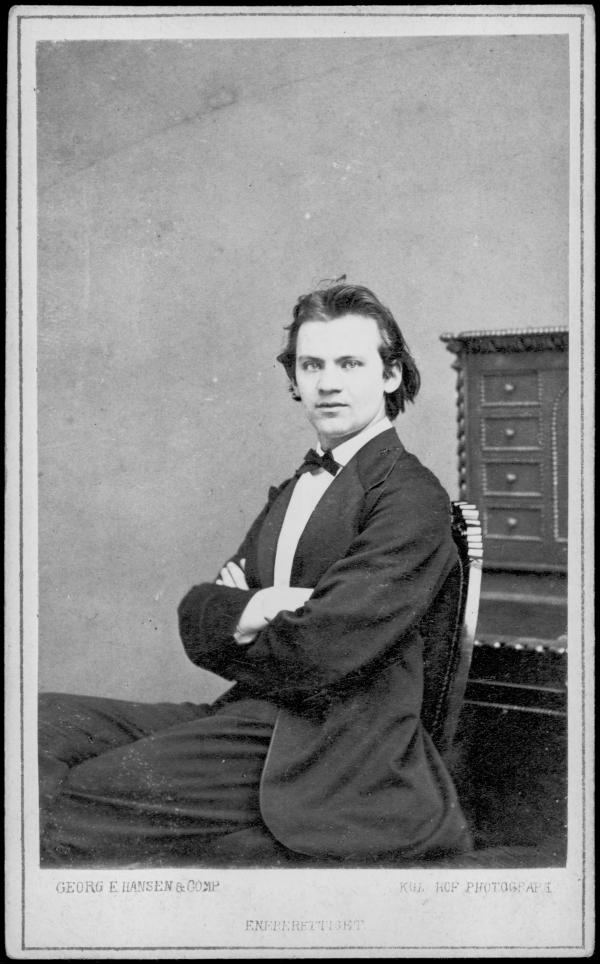
Franz Xaver Neruda.
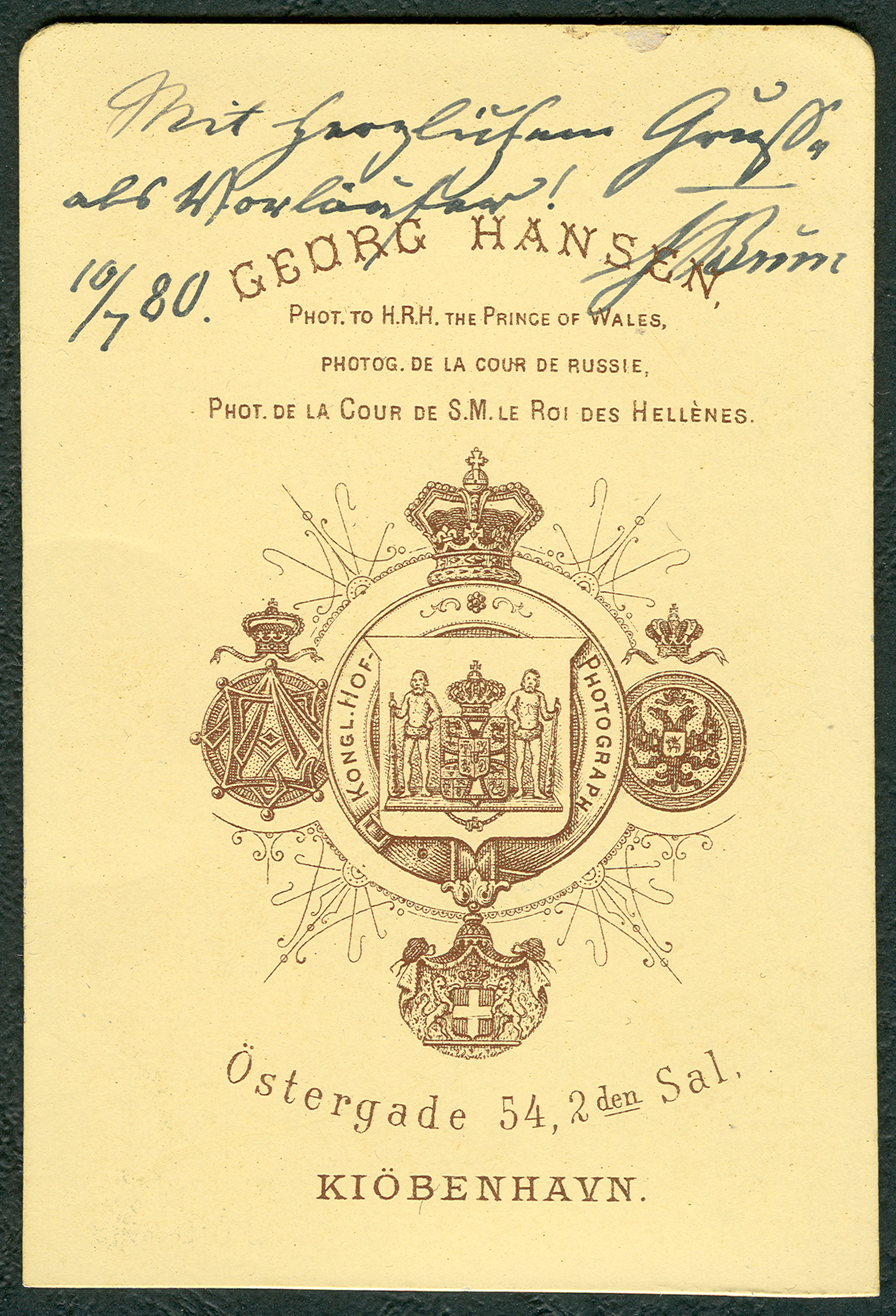
Dos d'une photographie au format portrait carte-de-visite de Georg Emil Hansen où il se dit photographe de cour.